# 高校生のゴンクール賞
高校生のゴンクール賞（こうこうせいのごんくーるしょう：Prix Goncourt des lycéens）は、フランスの高校生（15歳から18歳までのリセの学生）2,000人が選ぶ文学賞であり、ゴンクール賞の一部門として1988年に創設された。

## 概要
高校生のゴンクール賞は、1988年にレンヌのフランス語教員とフナック書店代表によって創設された。高校生に現代フランス文学に親しむ機会を与え、読書意欲を高めることを目的とした本賞は、現在、国民教育省が、ゴンクール・アカデミーの協力を得て、フナックおよび行政的公施設法人カノペ・ネットワーク（教育創造支援ネットワーク、旧全国教育資料センター）との連携により運営している。最終審査と発表は11月初旬のゴンクール賞発表の約1週間後にレンヌ市庁舎で行われる。

## 選考過程
最初に、教員の希望に基づいて、全国のリセから約50校（計2,000人）を選出する。9月初旬にゴンクール・アカデミーがゴンクール賞候補作品（約15作）を発表する。フナックが全候補作（1作につき5部ずつ）を選出されたリセ50校に送付する。高校生は2か月かけて候補作を読む。このために、各リセで教員が授業でこれらの作品を取り上げ、解説する。この間、候補作家を招いて7回のシンポジウムが行われ、高校生は作家から直接話を聞くことができる。各リセは上位3作を選出し、次に、各リセが選出した高校生1名が地域（2019年はパリ、リール、トゥールーズ、レンヌ、ナンシー、リヨン、マルセイユ）の選考委員会に出席し、上位3作の選出理由を説明する。各地域の選考委員会が代表2人および上位3作を選出する。レンヌで非公開の最終審査が行われ、ゴンクール賞発表の約1週間後に高校生のゴンクール賞が発表される。

## 受賞作家・作品一覧
| 年   | 受賞作家                         | 受賞作品                                        | 邦訳（同作品が受けた他の賞）                                                             |
| 1988 | エリック・オルセナ               | L'Exposition coloniale                          | （ゴンクール賞）                                                                         |
| 1989 | ジャン・ヴォートラン             | Un grand pas vers le bon Dieu                   | （ゴンクール賞）                                                                         |
| 1990 | フランソワーズ・ルフェーヴル     | Le Petit Prince Cannibale                       |                                                                                          |
| 1991 | ピエール・コンベスコ             | Les Filles du Calvaire                          | （ゴンクール賞）                                                                         |
| 1992 | エドゥアルド・マネ               | L'Île du lézard vert                            |                                                                                          |
| 1993 | アンヌ・ヴィアゼムスキー         | Canines                                         |                                                                                          |
| 1994 | クロード・ピュジャード＝ルノー   | Belle mère                                      |                                                                                          |
| 1995 | アンドレイ・マキーヌ             | Le Testament français                           | 『フランスの遺言書』星埜守之訳、水声社、2000年（ゴンクール賞、メディシス賞）             |
| 1996 | ナンシー・ヒューストン           | Instruments des ténèbres                        | 『暗闇の楽器』 永井遼、いぶきけい共訳、水声社、2010年（アンテル図書賞）                  |
| 1997 | ジャン＝ピエール・ミロヴァノフ   | Le Maître des paons                             |                                                                                          |
| 1998 | リュック・ラング                 | Mille six cents ventres                         |                                                                                          |
| 1999 | ジャン＝マリー・ラクラヴティーヌ | Première Ligne                                  |                                                                                          |
| 2000 | アマドゥ・クルマ                 | Allah n'est pas obligé                          | 『アラーの神にもいわれはない』真島一郎訳、人文書院、2003年（ルノードー賞）               |
| 2001 | 山颯                             | La Joueuse de go                                | 『碁を打つ女』平岡敦訳、早川書房、2004年                                                 |
| 2002 | ロラン・ゴデ                     | La Mort du roi Tsongor                          | （書店賞）                                                                               |
| 2003 | ヤン・アペリ                     | Farrago                                         | 『ファラゴ』大浦康介訳、河出書房新社、2008年                                             |
| 2004 | フィリップ・グランベール         | Un secret                                       | 『ある秘密』野崎歓訳、新潮社、2005年                                                     |
| 2005 | シルヴィー・ジェルマン           | Magnus                                          | 『マグヌス』辻由美訳、みすず書房、2006年                                                 |
| 2006 | レオノーラ・ミアノ               | Contours du jour qui vient                      |                                                                                          |
| 2007 | フィリップ・クローデル           | Le Rapport de Brodeck                           | 『ブロデックの報告書』高橋啓訳、みすず書房、2009年                                       |
| 2008 | カトリーヌ・キュッセ             | Un brillant avenir                              |                                                                                          |
| 2009 | ジャン＝ミシェル・ゲナシア       | Le Club des incorrigibles optimistes            |                                                                                          |
| 2010 | マティアス・エナール             | Parle-leur de batailles, de rois et d'éléphants | 『話してあげて、戦や王さま、象の話を』関口涼子訳、河出書房新社、2012年                   |
| 2011 | カロル・マルティネス             | Du domaine des Murmures                         |                                                                                          |
| 2012 | ジョエル・ディケール             | La Vérité sur l'affaire Harry Quebert           | 『ハリー・クバート事件』橘明美訳、東京創元社、2014年（アカデミー・フランセーズ小説大賞） |
| 2013 | ソルジュ・シャランドン           | Le Quatrième Mur                                |                                                                                          |
| 2014 | ダヴィド・フェンキノス           | Charlotte                                       | 『シャルロッテ』岩坂悦子訳、白水社、2020年（ルノードー賞）                               |
| 2015 | デルフィーヌ・ドゥ・ヴィガン     | D'après une histoire vraie                      | （ルノードー賞）                                                                         |
| 2016 | ガエル・ファイユ                 | Petit Pays                                      | 『ちいさな国で』加藤かおり訳、早川書房、2017年（フナック小説賞）                         |
| 2017 | アリス・ゼニテール               | L'Art de perdre                                 | （ル・モンド文学賞）                                                                     |
| 2018 | ダヴィッド・ジョップ             | Frère d'âme                                     |                                                                                          |
| 2019 | カリーヌ・チュイル               | Les Choses humaines                             | （アンテラリエ賞）                                                                       |